# Edsta
Edsta är en bebyggelse i Högs socken i Hudiksvalls kommun, belägen 5 kilometer nordväst om Hudiksvall. Orten är en villaort med främst pendling till Hudiksvall. Bebyggelsen klassades som tätort från 1990 till 2005 och från 2015 till 2018 och från 2020, samt klassades som småort från 2005 till 2015.

## Befolkningsutveckling
| Befolkningsutvecklingen i Edsta 1990–2020                                                           | Befolkningsutvecklingen i Edsta 1990–2020 | Befolkningsutvecklingen i Edsta 1990–2020 | Befolkningsutvecklingen i Edsta 1990–2020 | Befolkningsutvecklingen i Edsta 1990–2020 |
| --------------------------------------------------------------------------------------------------- | ----------------------------------------- | ----------------------------------------- | ----------------------------------------- | ----------------------------------------- |
| |                                           |                                           |                                           |                                           |
| År                                                                                                  |                                           |                                           | Folkmängd                                 | Areal (ha)                                |
| 1990                                                                                                | 1990                                      |                                           | 200                                       | 44                                        |
| 1995                                                                                                | 1995                                      |                                           | 211                                       | 45                                        |
| 2000                                                                                                | 2000                                      |                                           | 204                                       | 45                                        |
| 2005                                                                                                | 2005                                      |                                           | 196                                       | 45#                                       |
| 2010                                                                                                | 2010                                      |                                           | 189                                       | 45#                                       |
| 2015                                                                                                | 2015                                      |                                           | 223                                       | 73                                        |
| 2020                                                                                                | 2020                                      |                                           | 202                                       | 72                                        |
| Anm.: Ny tätort 1990. Omvandling till småort 2005. Åter tätort 2015. Åter småort 2018 # Som småort. |                                           |                                           |                                           |                                           |